# Ваточник звичайний
Ваточник звичайний (Asclepias syriaca L.) — рослина з роду ваточник (Asclepias L.) підродини ластівневих (Asclepiadoideae) родини барвінкових (Apocynaceae). Рослина походить із Північної Америки, звідки поширилася по континентах світу. В Європейському Союзі включено до офіційного переліку чужорідних інвазійних видів.

## Назва

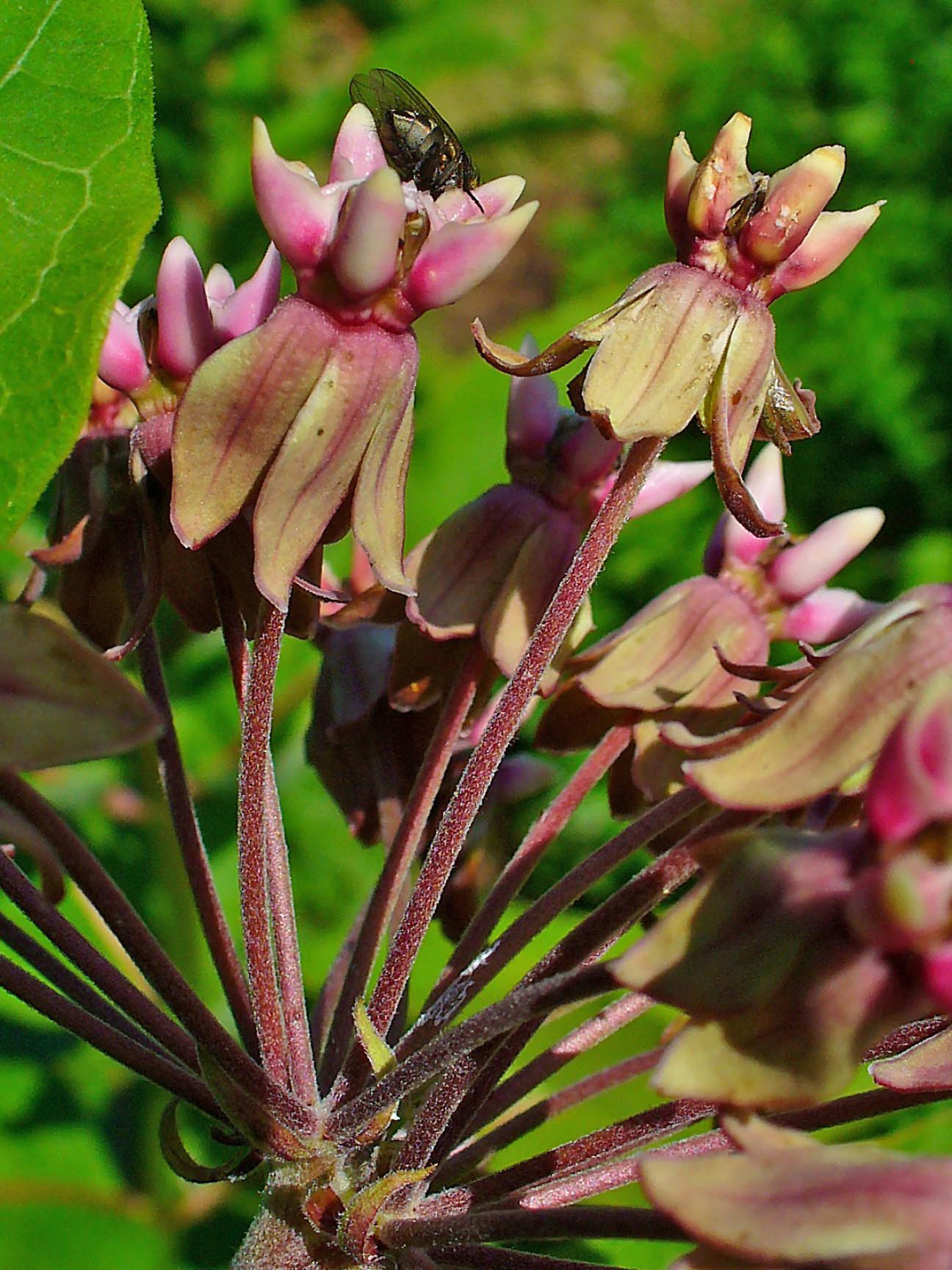
Квіти ваточника звичайного

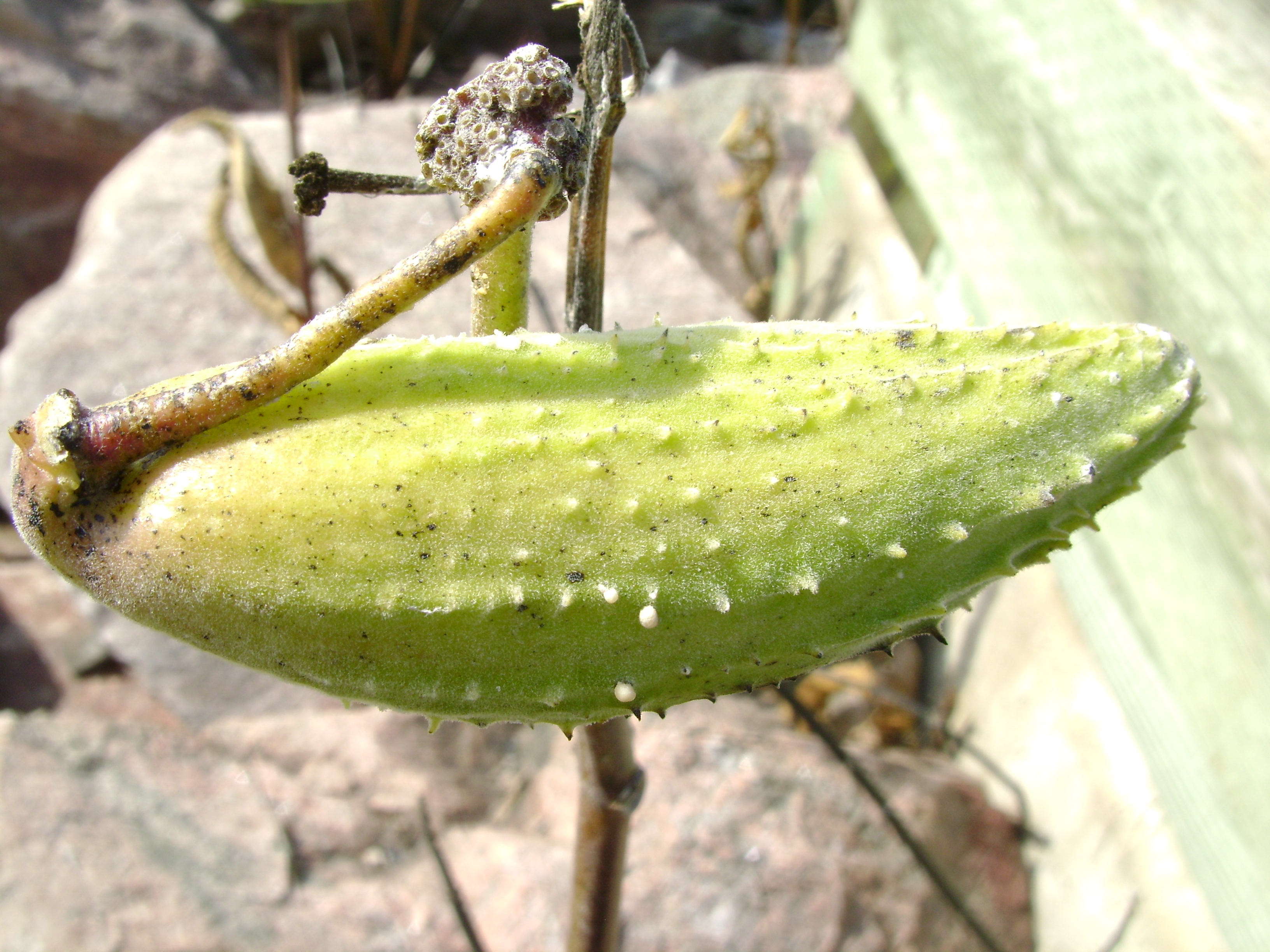
Плід ваточника звичайного

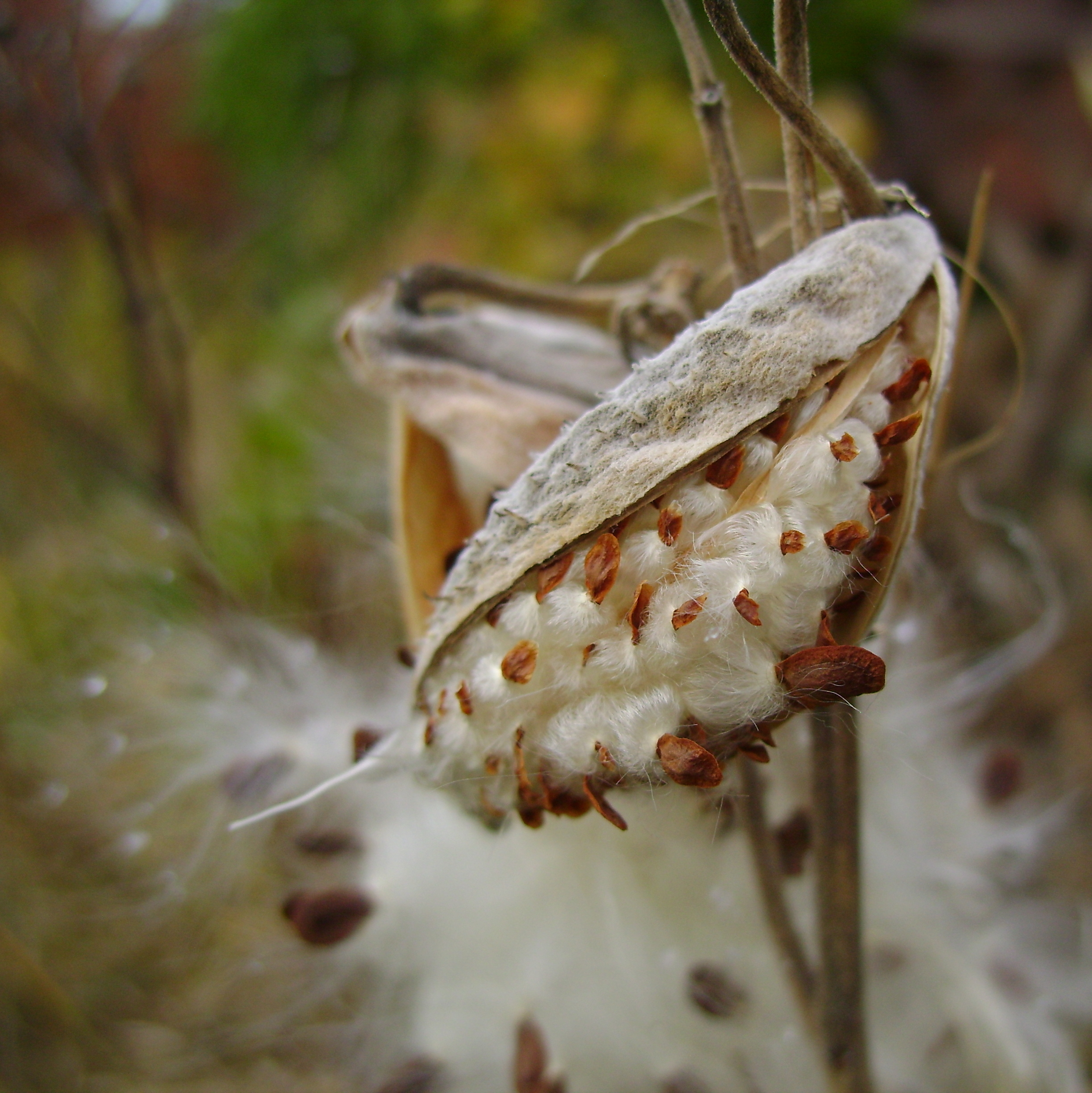
Стиглий плід ваточника звичайного з насінням

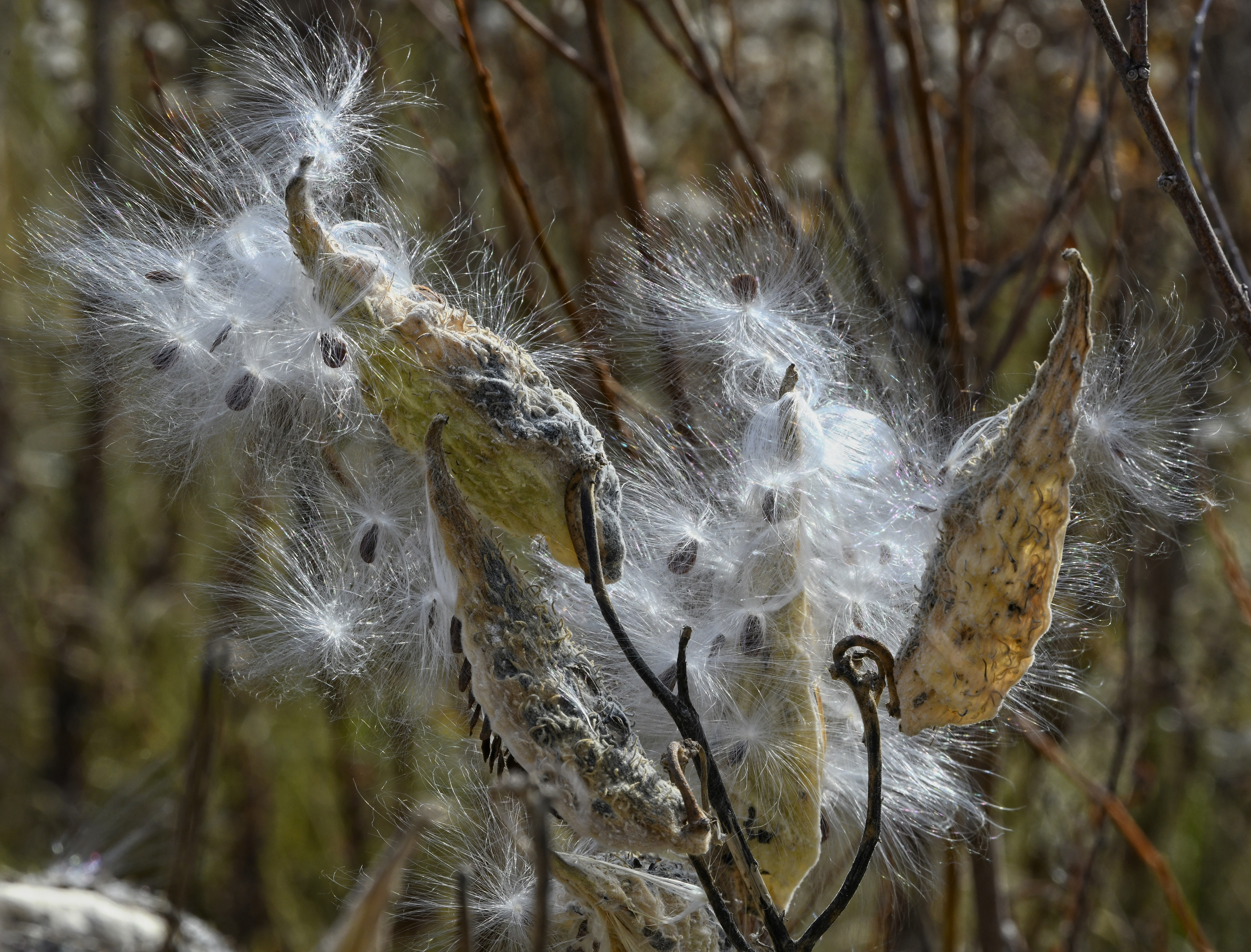
Плоди ваточника розтріскуються, випускаючи насіння

Латинська назва роду — Asclepias — вказує на те, що рослину застосовували і з лікувальною метою (названа по імені бога лікування Асклепія, або Ескулапа: грец. Asclepios, лат. Aesculapus), оскільки окремі його види мають лікувальні властивості. Стиглі насінини вкриті волокнистим ватоподібним пухом, за що рослина й отримала свою назву — ваточник.
До Сирії він жодного стосунку не має, тому що родом із Північної Америки. А видова назва «сирійський» залишилася через помилку в систематиці, на яку згодом указав Карл Лінней. Помилкову видову назву ввів італійський мандрівник і природодослідник Корнуті, який сплутав ваточник з іншою рослиною — кендиром, вирощуваним у Сирії. Карл Лінней установив, що це різні, хоча й схожі, рослини і відніс ваточник до роду Asclepias, але залишив за ним означення «сирійський». Інколи в пам'ять про Корнуті його називають «асклепіас Корнуті».
Англійською мовою рослину називають англ. milkweed — молочна трава — через її молочний сік, який виділяється на зламі.

## Морфологічна характеристика
Багаторічна рослина до 150 см заввишки. Стебла прямостоячі, з листям, трав'янисті, прості, товсті, розсіяно запушені короткими кучерявими волосками. Верхні міжвузля — білуватого кольору через густе запушення. На зрізі виділяється густий молочний сік з неприємним запахом. У ньому міститься глюкозид асклепіадин, який застосовують у медицині. Листки з коротким черешком, довгасто-еліптичні, 13–20 см завдовжки, 7–9,5 см завширшки, біля основи округлі чи злегка серцеподібні, з загостреним кінцем, товстою середньою жилкою, знизу білуваті від густого повстяного запушення, зверху — з розсіяними волосками. Зонтики багатоквіткові, розташовані на квітконосах завдовжки 4–8 см. Квітконоси запушені і розміщені між черешками у верхній частині рослини. Квітконіжки пухнасті, у 2,5 раза довші за квітки. Квітки великі, до 1 см в діаметрі, світло-рожеві, рожевувато-бузкові, запашні, зібрані у великі зонтикоподібні суцвіття. Частки чашечки відхилені, яйцеподібні, 3–4 мм завдовжки, загострені, пухнасті. Мають сильний нектарний запах.
Цвіте в липні впродовж 30–35 днів. Віночок майже до основи надрізаний, лопаті його овальні, 6–7 мм завдовжки, трохи звужені до вершини, тупоконечні, зовні запушені кучерявими білими волосками. Коронка тичинок складається з п'яти лопатей із двома зубцями з внутрішнього боку по кутах із рогоподібним пласким придатком у верхній порожнині ковпачка.
Пиляки розширені біля основи. Оцвітина подвійна. Чашечка п'ятироздільна, віночок зрослолистий, колесоподібний, з п'ятьма лопатями, має п'ять тичинок, нитки яких розширені, зростаються в трубочку, пиляки з додатками утворюють невелику коронку, пилок кожного пиляка з'єднаний у суцільну пилкову масу. Зав'язь верхня, маточка складається з двох вільних плодолистиків, з двома стовпчиками, які зростаються в п'ятикутну приймочку. Плід — багатонасінна листянка з загостреним кінчиком та довгою плодоніжкою. Насіння з чубчиком волосків розміщене на поверхні шовковистого квітколожа.
На одній рослині може бути до двадцяти коробочок, у кожній із яких — 60–250 насінин. Насіння яйцеподібне, 0,9–1 см завдовжки, пласкосплющене, брунатне, із широким зморшкуватим краєм і поздовжніми темними горбками по обидва боки. Плодоносить ваточник у вересні. Насіння може дозрівати після настання перших приморозків, зберігаючи при цьому схожість. Запилюється комахами. Коренева система стрижнева, глибока (до 100–120 см). Від вертикальної частини кореня відходить два-три яруси горизонтальних (на глибині 10–15 см) коренів, від яких упродовж вегетації відростають нові пагони. Особливо активно цей процес відбувається за пошкодження кореневої системи.

## Розмноження
Розмножується насінням та вегетативно: за допомогою кореневої порослі, кореневищами та їхніми паростками. Надзвичайно конкурентоспроможний: у місцях масового поширення може легко витісняти інші види рослин. Дуже отруйний для тварин, як й інші види ваточників.

## Поширення
Рослина походить із Північної Америки, росте повсюди і на всіх континентах світу, в тому числі і в Україні, де проявляє себе як сегетальний та рудеральний вид. Ваточник звичайний — один із найпоширеніших бур'янів у всіх провінціях Канади, на Середньому Заході, у Північній та Південній Америці, Європі: Болгарії, Чехії, Данії, Франції, Німеччині, Англії, Греції, Італії, Польщі, Португалії, Іспанії, Швейцарії та інших європейських країнах, — а також у Туреччині. Загалом ваточник звичайний виявлений майже в 70 країнах світу, де він забруднює посіви близько 40 сільськогосподарських культур, серед яких: кукурудза, соя, сорго, цукрові буряки, овочі, зернові культури та ін.
У Європу ваточник звичайний був завезений в 17 ст. як технічна культура і досить швидко поширився в Німеччині, Франції та інших європейських країнах. Приблизно в той самий час він потрапив і до Росії. Як декоративна культура ваточник звичайний тоді не викликав до себе цікавості: його використовували переважно для виробництва грубих тканин, обшивки меблів, виготовлення шпагату. Пухнасті волоски з насіння додавали під час виготовлення шовкових, бавовняних і шерстяних тканин, що надавало їм легкого привабливого блиску. Пізніше з ваточника намагалися отримати каучук, оскільки в його білому соку віднайшли компоненти каучуку і смоли. Але його виробництво виявилося високозатратним, трудомістким, і каучук виходив низької якості.
Цілком успішно виростає ваточник у середній смузі Росії. На території колишнього СРСР зустрічається як здичавіла натуралізована рослина в лісостепових та степових районах України, на Північному Кавказі, у Білорусі, Казахстані.
В Україні ваточник звичайний (інші назви: ваточник сирійський, ваточник американський, бавовна дика, ластівень, ластовень, ласточник, шовк дикий, шовчина звичайна, шовчина) набуває все більшого й більшого поширення. З початком виробництва штучного каучуку ваточник залишився на наших полях як багаторічний бур'ян. Поширений у Київській, Полтавській, Чернігівській, Черкаській, Дніпропетровській та інших областях. Враховуючи, що ваточник звичайний — дуже злісний бур'ян, який не піддається ані хімічному, ані механічному знищенню, завдяки чому швидко розмножується, це становить серйозну загрозу українським полям. Припускають, що раніше на посівах ваточник не з'являвся через надмірну хімізацію. Нинішні ж пестициди вважаються лояльнішими до навколишнього середовища. Агрономи помітили, що ваточник звичайний з'являється на українських полях приблизно у травні, коли висіяні всі сільгоспкультури. Незалежно від того, йдуть чи не йдуть дощі, цей бур'ян виростає до 2,5 м.

## Екологія
Зазвичай трапляється на відкритих, добре освітлених місцях або в легкій напівтіні. Поширення його лімітується середньою температурою липня від 18 до 32°С. Росте у помірно вологих місцях, не витримує сильної посухи, однак сильне зволоження також не сприяє його розвитку.
Перевагу надає родючим, добре структурованим ґрунтам. Толерантний до рН ґрунту, росте навіть на сильнолужних та кислих (рН 4-5) землях. Зимує у місцях із середнім та сильним снігонакопиченням із помірним промерзанням ґрунту.
Поширюється вітром: плоди і насіння рослини мають численні парусні придатки у вигляді чубчиків на верхівці насіння або на всій його поверхні. Насіння ваточника розноситься завдяки таким придаткам. Листянки бур'яну після дозрівання розтріскуються, і насіння розноситься вітром.
Проростання насіння відбувається навесні, коли ґрунт прогрівається до 15°С. Оптимальна температура ґрунту для проростання насіння ваточника звичайного — від 20 до 30°С. Оптимальна глибина проростання його насіння становить 0,5–1 см, хоча здатність до проростання спостерігається і за глибини залягання насіння до 6 см.
Насіння ваточника звичайного має відносно високу життєздатність. Свіжозібране насіння має схожість 90 %, за зберігання його в скляному посуді протягом року за температури 21°С — 71 % упродовж семи років — 68 %. Насіння, яке зберігалося протягом дев'яти років, мало схожість 46 %. У ґрунті насіння ваточника звичайного може зберігати життєздатність протягом трьох років.
Одна рослина ваточника звичайного може утворювати до 2–3 тис. і більше насінин.

## Застосування
Вважається добрим медоносом: приваблює велику кількість бджіл, ос, метеликів та інших комах. Останнім часом його досить широко використовують в озелененні як декоративну рослину. Використовується в традиційній медицині для лікування респіраторних захворювань, зокрема плевриту.